# Igeltjärnen (Brattfors socken, Värmland)
Igeltjärnen är en sjö i Filipstads kommun i Värmland och ingår i Göta älvs huvudavrinningsområde.